# 佐藤めぐみ (声優)
佐藤 めぐみ（さとう めぐみ）は、日本の女性声優。以前は、エーエス企画に所属していた。

## 出演作品

### ゲーム
2005年
- エスプガルーダII 〜覚聖せよ。生まれし第三の輝石〜（ジャノメ[2][3]）※アーケード

2006年
- ピンクスゥイーツ 〜鋳薔薇それから〜（ハーモニー＝ハミング[2][4]）※アーケード

2010年
- エスプガルーダII ブラックレーベル（ジャノメ）※Xbox 360・iPhone

2011年
- ピンクスゥイーツ 〜鋳薔薇それから〜（ハーモニー＝ハミング）※Xbox 360

### 舞台
- ナイトマザー（娘 役）[1]
- 子供の時間（ロザリー 役）[1]
- ミラクル（ヘレン 役）[1]